# Glicerol arsenorribosa
La glicerol arsenorribosa o glicerol arsenoazúcar es un oxo arsenoazúcar dimetilado que tiene un grupo glicerol unido al carbono 1 del anillo ribosídico.
Se aisló por primera vez en 1981 del alga parda Ecklonia radiata, y es el arsenoazúcar más común junto con el fosfato, el sulfato y el sulfonato (particularmente en las algas rojas y las algas verdes, donde es el más abundante junto con el fosfato).
Entre los cuatro arsenoazúcares principales, es el menos ácido (a diferencia de los otros tres, de hecho, no contiene un grupo ácido unido al ribósido) y desde un punto de vista toxicológico parece no tener citotoxicidad.